# تسوباسا اومکی
تسوباسا اومکی (ژاپنی: 梅木 翼؛ زادهٔ ۲۴ نوامبر ۱۹۹۸) یک بازیکن فوتبال اهل ژاپن است.
از باشگاه‌هایی که در آن بازی کرده‌است می‌توان به باشگاه فوتبال رینوفا یاماگوچی اشاره کرد.